# Linea Jungbu Naeryuk
La linea Jungbu Naeryuk (중부내륙선 - 中部內陸線, Jungbunaeryuk-seon) è una ferrovia della Corea del Sud in costruzione, la cui apertura è prevista per il 2019.